# Oxford University Ice Hockey Club
Oxford University Ice Hockey Club, även Oxford Blues, är en brittisk ishockeyklubb som anses vara den näst äldsta ishockeyklubben i världen.
Klubben startades 1885 när laget sägs ha spelat en match mot Cambridge University Ice Hockey Club i Sankt Moritz, Schweiz. Årtalet erkänns av Hockey Hall of Fame och Internationella ishockeyförbundet har erkänt den som den första ishockeymatchen som spelades i Europa. Dock finns inga samtida bevis för att matchen verkligen spelades och Oxford hävdar numer att det i själva verket var en bandymatch.
Det äldsta bestående beviset av klubbens existens är ett lagfoto samt en laguppställning från 1895 då de spelade mot Cambridge i en annan bandymatch. 1900 spelade laget mot Universitetet i Cambridge på Prince's Skating Club (en isrink i London) i den första officiella universitetsmatchen där de vann med 7-6. Kaptenen för Oxford i matchen var Bernard Bosanquet som senare blev en framgångsrik cricketspelare.
När Rhodes-stipendiumet introducerades grundade kanadensiska studenter vid universitetet laget Oxford Canadians, men efter Första världskriget spelade även Rhodes-stipendiater för universitetets ishockeylag. Spelare som fanns med i laguppställningen var bland andra Lester Pearson, Roland Michener, George Stanley, Clarence Campbell, Danny Williams, Allan Blakeney, Ronald Martland och Otto Lang. Med de kanadensiska spelarna vann laget Spengler Cup 1923, 1925 och 1931. 1933 hamnade de på en delad förstaplats tillsammans med LTC Prague.
Klubben deltog i den första engelska ligan 1931 och vann ligans två första säsonger. När ligan upplöstes 1936 följde de inte med till English National League, utan anslöt sig istället till den lägre rankade ligan London and Provincial League 1938. Mellan 1948 och 1955 spelade laget i Southern Intermediate League. Efter ett längre uppehåll från ligaspel spelade klubben två säsonger åter i Southern Intermediate League under 1970-talet. Senare anslöt de sig till Inter-City League och spelade till sist i den första säsongen av British Hockey League.
I dag spelar universitetslaget sina matcher på Oxpens Road-rinken i Oxford. De spelar årligen universitetsmatcher och tävlar i British Universities Ice Hockey Association.